# Luxemburgs damlandslag i volleyboll
Luxemburgs damlandslag i volleyboll representerar Luxemburg i volleyboll på damsidan. Laget organiseras av det luxemburgska förbundet, Fédération Luxembourgeoise de Volleyball. Laget deltog 1956 för första och enda gången i världsmästerskapet i volleyboll för damer.  De har inte deltagit i något annat mästerskap (annat än mästerskap för småstater). De kom sjua i European Silver League 2021. . 